# Mitterdarching
Mitterdarching ist ein Gemeindeteil der Gemeinde Valley im oberbayerischen Landkreis Miesbach.
Das Kirchdorf liegt circa zwei Kilometer südlich von Valley. Es ist über die Kreisstraße MB 19 zu erreichen.

## Baudenkmäler
Siehe auch: Liste der Baudenkmäler in Mitterdarching
- Katholische Kirche St. Michael